# Amadeo (Cavite)
Amadeo é um município de  quarta classe de renda municipal (d) na província Cavite, nas Filipinas. De acordo com o censo de 1 de maio  de  2020 possui uma população de 41 901 pessoas e 10 317 domicílios.